# Криворучки (Шишацкий район)
Криво́ручки (укр. Криворучки) — село,
Пришибский сельский совет,
Шишацкий район,
Полтавская область,
Украина.
Код КОАТУУ — 5325783805. Население по переписи 2001 года составляло 47 человек.

## Географическое положение
Село Криворучки находится на расстоянии в 0,5 км от села Коляды, в 1,5 км от сёл Пришиб и Гнатенки.
По селу протекает пересыхающий ручей с запрудой.